# Evangelický hřbitov v Mořkově
Evangelický hřbitov v Mořkově se nachází v obci Mořkov na pozemku parc. č. 375/1 u silnice na Hodslavice (ulice Sportovní).
Hřbitov má rozlohu 1499 m2 (bez pozemku s kaplí). Jeho nynějším vlastníkem a provozovatelem je obec Mořkov. Hřbitovní kaple patří českobratrskému sboru v Hodslavicích.
Hřbitov byl založen roku 1856. Posvěcen byl 22. listopadu 1857. Později byla na hřbitově vystavěna malá kaple s věžičkou.
K významným osobnostem, které na hřbitově odpočívají, patří podplukovník Josef Černý.